# هيروميتسو كانيهارا
هيروميتسو كانيهارا (باليابانية: 金原弘光؛ مواليد 5 أكتوبر 1970) هو مُقاتل فنون قتالية مختلطة ياباني.

## وصلات خارجية
- هيروميتسو كانيهارا على موقع شيردوغ (الإنجليزية)
- هيروميتسو كانيهارا على موقع CageMatch worker (الإنجليزية)
- هيروميتسو كانيهارا على موقع قاعدة بيانات المصارعة على الإنترنت (الإنجليزية)
- هيروميتسو كانيهارا على موقع IMDb (الإنجليزية)